# Francesco Bonifacio
 Francesco Giovanni Bonifacio (izg.:[frančésko džováni bonifáčio]), istrski rimskokatoliški duhovnik, mučenec in blaženi, * 7. september 1912, Piran (Avstro-Ogrska, zdaj Slovenija), † 11. september 1946, Krasica (Svobodno tržaško ozemlje, danes Hrvaška).

## Življenje
Francesco  Bonifacio se je rodil 7 septembra 1912 v takrat avstrijskem mestecu Piranu kot sin revnih in vernih, preprostih in delavnih staršev Janeza Bonifacio in Alojzije rojene Busdon kot drugorojeni med sedmerimi brati in sestrami. Že kot otrok je bil povezan s Cerkvijo. Cerkev sv. Frančiška, ki so jo upravljali minoriti, je postala središče njegovega verskega življenja. Po nasvetu svojega župnika je vstopil v malo semenišče v Kopru leta 1924. Zaradi miroljubnega značaja so ga imenovali »mirni svetniček«. Ker je bolehal za naduho, je moral večkrat prekiniti študij.  
Leta 1931 je začel študirati bogoslovje v Gorici. 27. decembra 1936 je bil v tržaški stolnici sv. Justa posvečen v duhovnika. Službo kaplana je nastopil v domačem Piranu, nakar je goreče deloval kot vikar v Novigradu, nato pa v Krasici, med Bujami in Grožnjanom. Z vso vnemo se je opravljal dušno-pastirsko delo in uspešno vodil  ministrante, študente in delavsko mladino; organiral je tudi srečanja Katoliške akcije. Deloval je v jezikovno mešani Istri, kjer so živeli tako Italijani, Slovenci ter Hrvati. Po petindvajsetih letih italijanske zasedbe je Istra skupaj s Slovenskim primorjem pripadla Jugoslaviji. Nova oblast je začela omejevati svobodo verskega delovanja. Gorečega Frančiška so opozarjali, naj bo bolj previden, on se pa za dobronamerna opozorila in grožnje ni zmenil.  
Kdor si ne upa umreti za svojo vero, je ni vreden oznanjati.— Francesco Bonifacio

## Smrt in češčenje

### Smrt
11. septembra 1946 sta ga ugrabila dva uslužbenca jugoslovanska državne tajne policije OZNA, ga mučila in končno umorila ter ga vrgla v kraško jamo blizu Krasice pri Grožnjanu. Njegov brat Janez, ki je za zadevo deloma zvedel in jo povedal zaupnim prijateljem, je bil zategadelj zaprt – storilci pa ne. 

### Beatifikacija
Proces za Bonifaciovo beatifikacijo je leta 1957 sprožil tržaški škof Antonio Santin, Kongregacija za zadeve svetnikov pa je 27. novembra 1998 potrdila razlog za Frančiškovo nasilno smrt iz sovraštva do vere (odium fidei) in ga razglasila za mučenca. 
4. oktobra 2008 je bil Francesco Bonifacio razglašen za blaženega v Trstu. Slovesnega somaševanja sta se poleg tržaškega škofa Eugenia Ravignanija, nairobijskega kardinala Johna Njueja ter številnih škofov iz drugih italijanskih dežel in iz Hrvaške udeležila tudi ljubljanski nadškof metropolit Alojz Uran in koprski škof Metod Pirih. Vodil ga je prefekt Kongregacije za zadeve svetnikov nadškof Angelo Amato, ki je množici vernikov prebral apostolsko pismo, s katerim je papež Benedikt XVI.  razglasil za blaženega: 
»Častiti božji služabnik Francesco Giovanni Bonifacio – duhovnik in mučenec, se je blago in radodarno posvečal dušnopastirskemu poklicu; med pričevanjem vere je daroval svoje življenje za Kristusa. Odslej naj se imenuje za blaženega, a njegovo ime naj se praznuje 11. septembra, ob dnevu, ko se je rodil za nebesa.« 